# Jörg Jeshel
Jörg Jeshel (* 24. November 1943 in Berlin; † 4. Juni 2020) war ein deutscher Kameramann.

## Leben
Jörg Jeshel studierte an der Staatlichen Fachschule für Optik und Fototechnik und arbeitete seit 1975 als Kameramann für Dokumentar- und Spielfilme. Er wurde im Jahr 2000 und 2003 für seine Arbeit an den beiden Dokumentationen Kopfleuchten und Schwarzwaldhaus 1902 jeweils in der Sparte Information & Kultur mit dem Grimme-Preis ausgezeichnet.

## Filmografie (Auswahl)
- 1981: Die Perle der Karibik
- 1989: Wedding
- 1992: Alles Lüge
- 1992: Wolffs Revier (Fernsehserie, fünf Folgen)
- 1994: Tag der Abrechnung – Der Amokläufer von Euskirchen
- 1998: Kopfleuchten
- 2001: Black Box BRD
- 2001: Schwarzwaldhaus 1902
- 2006: Der Kick
- 2007: How to Cook Your Life
- 2007: Zwischen Wahnsinn und Kunst – Die Sammlung Prinzhorn
- 2009: 24h Berlin – Ein Tag im Leben
- 2009: Ein Traum in Erdbeerfolie
- 2012: More than Honey
- 2012: Ulrike Ottinger – Die Nomadin vom See
- 2015: Foto: Ostkreuz
- 2017: Beuys